# Kommando der Alliierten Seestreitkräfte Südeuropa
Das Kommando der Alliierten Seestreitkräfte Südeuropa (Commander Naval Forces Southern Europe, COMNAVSOUTH) ist eine militärische Dienststelle der NATO.

## Geschichte
Es entstand als eigenständiges Hauptquartier am 4. Juni 1967 aus der Auflösung des Headquarters Allied Forces Mediterranean, einer NATO Struktur, welche das Kommando über See-Operationen im Mittelmeer und im Schwarzen Meer hatte. Die Alliierten Seestreitkräfte Südeuropa waren von 1951 bis 2004 Teil der Allied Forces Southern Europe.
Heute ist die Command Component Maritime Naples (CC Mar) der Allied Joint Force Command Naples unterstellt. Das Hauptquartier wurde auf einer britischen Militärbasis in Malta errichtet. Dom Mintoff wurde 1971 zum Ministerpräsidenten von Malta gewählt. Im Stationierungsvertrag vom März 1972 wurde Schiffen des Warschauer Paktes die Nutzung maltesischer Häfen eingeräumt.
Daraufhin wurde das Hauptquartier Ende 1974 nach Nisida verlegt.

## Kommandierende
| Kommando erhalten | Admiral                           | Bemerkungen                                                          | Kommando abgegeben |
| ----------------- | --------------------------------- | -------------------------------------------------------------------- | ------------------ |
| 5. Juni 1967      | Luciano Sotgui                    |                                                                      | 3. Juli 1969       |
| 4. Juli 1969      | Giuseppe Roselli Lorenzini        | (* 17. März 1910)                                                    | 20. Okt. 1970      |
| 21. Okt. 1970     | Gino Birindelli                   |                                                                      | 23. März 1972      |
| 24. März 1972     | Giuseppe Pighini                  | [ 3 ]                                                                | 27. März 1974      |
| 28. März 1974     | Giovanni Ciccolo                  |                                                                      | 11. Juni 1975      |
| 12. Juni 1975     | Luigi Tomasuolo                   |                                                                      | 29. Juni 1977      |
| 30. Juli 1977     | Aldo Baldini                      |                                                                      | 30. Jan. 1979      |
| 31. Jan. 1979     | Mario Bini                        |                                                                      | 27. Jan. 1980      |
| 28. Jan. 1980     | Angelo Monassi                    | (* 18. Dezember 1920 in Bellagio (Como), † 20. November 2000 in Rom) | 5. Okt. 1981       |
| 6. Okt. 1981      | Giuseppe Di Giovanni              |                                                                      | 20. Okt. 1984      |
| 21. Okt. 1984     | Giasone Piccioni                  |                                                                      | 19. Dez. 1985      |
| 20. Dez. 1985     | Cesare Pellini                    |                                                                      | 15. Feb. 1987      |
| 16. Feb. 1987     | Sergio Majoli                     | (* 27. November 1926 in Neapel)                                      | 11. Sep. 1988      |
| 12. Sep. 1988     | Filippo Ruggiero                  |                                                                      | 10. Jan. 1990      |
| 11. Jan. 1990     | Giuseppe Spinozzi                 |                                                                      | 18. Feb. 2000      |
| 18. Feb. 2000     | Luigi Lillo                       |                                                                      | 1. Nov. 2002       |
| 1. Nov. 2002      | Ferdinado Sanfelice di Monteforte |                                                                      |                    |